# 日本数学会出版賞
日本数学会出版賞（にほんすうがくかいしゅっぱんしょう）は、日本数学会から贈られる数学の賞である。
「出版活動などの著作活動により, 数学の研究・教育・普及に顕著な業績をあげた活動を顕彰」するために2005年に設立された。

## 受賞者一覧
第1回（2005年度）
- 楠葉隆徳、林隆夫、矢野道雄
- 岡部恒治、戸瀬信之、西村和雄
- 志賀浩二
- 亀井哲治郎
- 小川洋子

第2回（2006年度）
- 齋藤正彦著『線型代数入門』
- 株式会社サイエンス社刊『数理科学』
- 佐武一郎著『線型代数学』
- 株式会社日本評論社刊『数学セミナー』
- 安野光雅
- 鳴海風

第3回（2007年度）
- 青木薫
- 荒井秀男
- 小林昭七・野水克己著『Foundations of Differential Geometry, I, II』
- 奈良女子大学附属図書館「岡潔文庫」
- 野崎昭弘

第4回（2008年度）
- 大竹進
- 山内恭彦・杉浦光夫著『連続群論入門』
- 北野武

第5回（2009年度）
- 株式会社早川書房刊「数理を愉しむシリーズ」
- 高瀬正仁
- 株式会社筑摩書房刊「ちくま学芸文庫 Math & Science」

第6回（2010年度）
- 室井和男著『バビロニアの数学』
- NHKスペシャル「１００年の難問はなぜ解けたのか 天才数学者～失踪の謎～」取材班及び春日真人ディレクター
- 東北大学附属図書館「東北大学和算ポータル」

第7回（2011年度）
- 勉誠出版、東アジア数学史研究会編、代表：岡本和夫（川原秀城／渡辺純成／佐藤賢一／安大玉）『関流和算書大成』
- 小学館、企画制作／ベネッセ教育研究開発センター、企画制作／慶応義塾大学佐藤雅彦研究室、 編集・執筆／佐藤雅彦＋ユーフラテス『日常にひそむ数理曲線 DVD-Book』

第8回（2012年度）
- 「現代数学の系譜」全14巻 15冊（共立出版）

第9回（2013年度）
- 砂田利一

第10回（2014年度）
- 結城浩
- 雑誌『現代数学』（現代数学社）
- 金重明著『１３歳の娘に語るガロアの数学』（岩波書店）

第11回（2015年度）
- 伊東俊太郎
- 赤攝也
- 一松信

第12回（2016年度）
- 秋山仁
- 内村直之 『古都がはぐくむ現代数学―京大数理解析研につどう人びと』（日本評論社）
- 高橋礼司

第13回（2017年度）
- 上智大学数学講究録（上智大学大学院理工学研究科理工学専攻数学領域）
- 松本幸夫『多様体の基礎』、『Morse理論の基礎』、『4次元のトポロジー』、『トポロジー入門』など
- 中村義作『マンホールのふたはなぜ丸い？』、『常識を越えた数の世界』、『美の幾何学』、『エッシャーの絵から結晶構造へ』など

第14回（2018年度）
- 遠藤寛子『算法少女』
- 奥村晴彦、黒木裕介『LaTeX2e美文書作成入門』

第15回（2019年度）
- Tokyo Journal of Mathematics
- 本間龍雄
- 斎藤毅、河東泰之、小林俊行編『数学の現在』

第16回（2020年度）
- 神保道夫『量子群とヤン・バクスター方程式』
- 冨永星
- 山本義隆『小数と対数の発見』

第17回（2021年度）
- 笠原晧司
- 中央大学理工学部数学教室代表　三松佳彦、髙倉樹

第18回（2022年度）
- 加藤十吉
- 「紀伊國屋数学叢書」

第19回（2023年度）
- 岡本健太郎『アートで魅せる数学の世界』
- 飯高茂
- 梅田亨

第20回（2024年度）
- 細木周治
- エンツェンスベルガー著『数の悪魔　算数・数学が楽しくなる12夜』ベルナー絵、丘沢静也訳（晶文社）